# Loubet Coast
Loubet Coast (norska: Loubetkysten) är en strand i Antarktis. Den ligger i Västantarktis. Argentina, Chile och Storbritannien gör anspråk på området.